# Humiliores (Rome)
Humiliores (ook: plebeii of tenuiores) maakten in het oude Rome de tweede of laagste klasse uit onder de patriciërs (ook: meliores of honestiores).
De humiliores werden in de Romeinse tijd blootgesteld aan de meest vernederende en strengste straffen wanneer ze de wetten overtraden. Ze konden naar de mijnen worden gestuurd (ad metalla), voor de leeuwen worden gegooid in het amfitheater of worden gekruisigd.